# Nowy Żmigród
Nowy Żmigród (1968-ig Żmigród Nowy ) – falu (korábban város) Lengyelországban, Jasło megyében, a Kárpátaljai vajdaságban. Nowy Żmigród lakossága  körülbelül 1400 fő.
Nowy Żmigród 1331 után kapott városi rangot, de 1934-ben megszűnt a városi rangja. 1975–1998 között a település közigazgatásilag a Krosnói vajdasághoz tartozott. 

## Pozíció
A település a Kárpátaljai vajdaságban található, a Głojsce patak Wisłoka torkolatánál, egy 313 m magas lapos dombon. Délről és északról erdős dombok borítják. Innen hat irányba vezetnek utak: észak felé. nyugat Osiekig, nyugatra Gorlicéig, keleten Dukláig, délre Krempnáig és Szlovákiáig, keleten Sanokig és Besszádokig, északon pedig Jasłóig .

## A falu részei
| SIMC    | Név     | Leírás       |
| ------- | ------- | ------------ |
| 0357274 | Podgóry | a falu része |

## Történelem

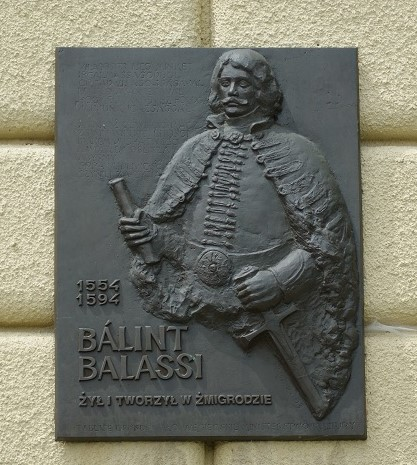
Emléktábla a Nowy Żmigród-i Gimnázium épületén, a reneszánsz kori magyar költő, Balassi Bálint emlékére.

Ezeket a területeket egy törzs – vagy inkább törzsszövetség – a lendzianok lakták, akik protoállamot hoztak létre, amely a 9. században Nagy-Morvaország részévé vált. Egy évszázad után a csehek, majd a viszlánok uralma alá került. Nowy Żmigród területe még a 9. században is a viszlánok államának határvidéke volt. A lendzian törzs neve ma is fennmaradt, a városok nevei jelzik, pl. Łężyny, korábban Lędziny, továbbá ezek a nevek itt gyakran előforduló családnevek.
Az ásatások arra utalnak, hogy a 10. században már valamilyen település volt itt.
Nowy Żmigródnak már a középkorban vára volt. Főleg lengyelek éltek itt a Krakkói főegyházmegye határában, és védekeztek a ruszinok befolyása ellen. A korai feudális lengyel állam megalakulása előtt Żmigród területe a Wiślan törzshöz tartozott, és két különböző szláv csoport – a nyugati és a keleti – településének határa közelében terült el. A Wisłoka folyó volt a határ Piast-Lengyelország és galíciai Ruténia között. A Wisłoka folyótól keletre fekvő területeket Nagy Vlagyimir foglalta el 981-ben. 1031 és 1340 között Nowy Żmigród területe a Kijevi Russzal határos.
Az első telepesek a Visztula-menti területekről – a Dunajec, a Biała és a Wisłoka völgyéből – kezdtek érkezni. Kezdetben az Alacsony-Beszkidek szűzerdőkkel borított földjei teljes egészében a lengyel király tulajdonában voltak, majd a 11. századtól megkezdődött a kolostorok, püspökségek létrehozása és a világi nemesség számára birtokok adományozása.
A 13. századtól Nowy Żmigród környékét oláhok – balkáni pásztor népek kezdték betelepíteni, falvakat alapítottak az oláh jog szerint, igazodva a pásztori életmódhoz. Nowy Żmigród települést 1277-ben jegyezték fel településként, melynek központja a korábban már létező vár volt.
1305-ben Żmigródi Albert krakkói vajdaként szerepel egy korabeli hamisított okiratban. A várost 1305-ből említi, amikor a Bogoria család birtoka volt.
További említések:
Andrzej de Vercilis – wrocławi kanonok, aki az 1311–1312-es zsinat után pénzt gyűjtött a keresztes hadjárathoz ezeken a területeken, valamint XXII. János pápa (1321) és Jan Długosz (1326) iratai, akik a nowyi templomról írtak. Ezek az iratok tanúskodnak arról, hogy ez a város már azelőtt is létezett, hogy a magdeburgi jog értelmében megalapították volna.
1326-ban Nowy Żmigród városként szerepel a templomok listáján (Theiner Monument I, 228). Az itt említett plébánia Smirod in antiqua, azaz a lengyelországi Nowy Żmigród. E dokumentum szerint 1331-ben a várost Żmigródnak hívták. 
Nagy Kázmér uralkodása idején, Sandomierzből a Kárpátokon át Magyarország felé vezető útvonalon, a magdeburgi jog szerint, lengyel nevén "Żmigród" volt. Régi határ menti város volt, ahol vámot szedtek. Az emberek, akik ezeken a területeken laktak, többnyire lengyelek voltak.
Ezek az említések Żmigródról 1331-ből származnak, amikor XXII. János az itteni hívek nagy száma miatt engedélyt adott a lengyel tartományi atyának, hogy Dominikánus kolostort alapítsanak Nowy Żmigródban. A kolostor megalapításának okát a pápa az Avignonban kiadott alapító okiratban indokolta, amelyben arra kérték, hogy „engedélyezze a kolostor létesítését a krakkói egyházmegye szélén, a határ felé eső Żmigród erődjében. 
1332-ben A wiślicai találkozón I. Ulászló lengyel király ( Könyökmagas Władysław) kiváltságot ad Nowy Żmigródnak, hogy a kereskedők ne kerülhessék meg ezt a várost. Nagy Kázmér is adott ilyen jogot 1345-ben Nowy Żmigródnak.
1340 előtt, Nagy-Kázmér idején Piast-állam és a Halicsi Fejedelemség közötti államhatár rövid ideig a Wisłok folyón futott.
Egy 1345-ben kiadott törvény szerint Sącz számára Sączból Biecsen és Żmigródon keresztül Sanokba vezetett a ruténföldi kereskedelmi út.
Az 1345-ből származó irat szerint Głojsce, Kopytowa, Łubno falvak Żmigród területén helyezkedtek el.
A 14. században A területen a Wojszyk család megkezdte birtokainak ( latifundium ) fejlesztését, amely a Szreniawa-címeres Stadnicki család kezébe került.
A 15. században Jan Długosz azt állítja, hogy Nowy Żmigródnak már volt plébániatemploma.
Az Aranykönyvből kiderül, hogy 1438-ban Nowy Żmigródban vár állt, amelyet Żmigróddal együtt Przybysław kapott. Halála után a birtok húgára, Katarzynára szállt, akit a Stadniki Mikołaj Stadnicki vett feleségül, fiaik a Stadnicki családdal együtt örökölték ezeket a birtokokat. 1467-ben beperelték Jan Kobyleńskit Mikołaj és Katarzyna Stadnicki, valamint Jan és Krzesław Wojszyk, akik féltestvérek voltak, Żmigród osztatlan örökösei, mert nem akarták felosztani és halmokat építeni birtokaik közé: Siedliska, Lisia Łórays (ma Górays) és tagjai: Makowiska, Leszczyna, Draganowa és Głoscami (ma Głojce).

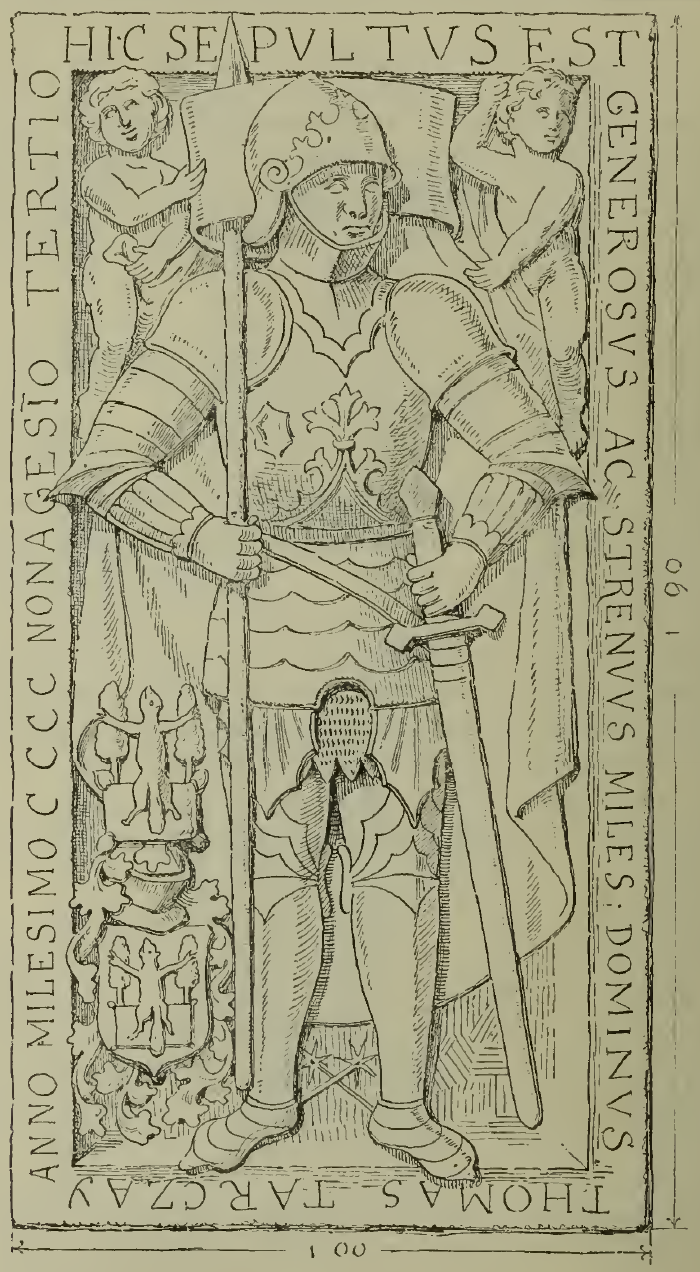
Tarczai Tamás sírköve, Héthárs 1493

1474-ben a magyar koronáért vívott harc során a közeli falvak estek áldozatul a magyar bevonulásnak. A Tharczai Tamás vezette zsoldoscsapatok, miután két évre (1476-ig) támaszpontot hoztak létre az elfoglalt Nowy Żmigródban, kifosztották Kárpátalját, felgyújtották többek között Krosno külvárosát. IV. Jagelló Kázmér király és I. Mátyás normalizálták az együttélés feltételeit a határon. A lengyel-magyar tárgyalások békéhez vezettek, amely 1475. február 21-én zárult le. A megállapodások alapján elengedték a foglyokat, visszaadták a kastélyokat, többek között Nowy Żmigródban is, megtérítették a károkat és hároméves fegyverszünetet kötöttek.
1522-ben Żmigródon hatalmas tűz ütött ki, ezért I. Zsigmond Andrzej Stadnicki és Czesław Wojszyk örökösök kérésére 12 évre elengedte a várost az adóterhek alól. 1545-ben a város megkapta a vásártartás jogát, és összekapcsolta Nowy beneficiumát Stary Żmigróddal. Andrzej Stadnicki, Mikołaj fia, Przemyśl kamarása és Sanok várnagya birtokolta a környező falvakat és Krempnát. Aztán fia, Mikołaj örökölte. 1577-ben a város ismét leégett.
Az oláh betelepülés jelentősen felerősödött a XVI. században, aminek eredményeként a korábban német jog hatálya alá tartozó falvak a vlach jog szerint átalakultak. A különböző nemzetiségek, kultúrák, vallások és gazdaságok kölcsönös elterjedése hozzájárult a görög katolikus lemkók külön etnikai csoportjának létrejöttéhez. Később a lemkók egy része áttért ortodoxiára, így Beszkidek környékén láthatók az ortodox és görög katolikus templomok is. 1603-ban Andrzej Stadnicki felújította a domonkos kolostort.
A 16-18 század a gazdasági fellendülés időszaka volt Nowy Żmigródban. Ez a jólét és gazdagság nemcsak kereskedőket vonzott, hanem a " tołhaj " nevű magyar rablóbandákat is Nowy Żmigród környékére csábította. Megtámadták azokat a kereskedőket, akik a Magyarországról Lengyelországba tartó borúton átkeltek.
A városi jogokat 1625-ben kapták meg. Plébániatemplom épületét, az eredetileg a 16. században épült Péter és Pál templom épületét többször átépítették, többek között: 1643-ban.
Az 1655–1660 között a svéd betörés véget vetett a jólét időszakának.
II. János Kázmér 1656 januárjának első napjaiban ellátogatott a városba, a Bieczből Duklába és Krosnóba vezető útvonalat követve.
1657-ben II. Rákóczi György erdélyi fejedelem megszállta Nowy Żmigródot.
1694-ben hatalmas tűz ütött ki Żmigródon.
1770 januárjában a Bar konföderáció (a lengyel nemesség fegyveres egyesülete) részeként Skotnicki és Karol Radziwiłł (Żmigród örököse) egységei működtek itt, köztük nem csak lengyelek, hanem Lemkók is. 1770. július 21.-én összecsaptak az orosz csapatokkal a Majdan- hágónál Bartne és Żmigród közelében. Nowy Żmigródban a temetőben emlékművet állítottak nekik, a régió déli részén pedig konföderációs sírok vannak, amelyek a Háromkereszt-hegyen találhatók.
1775-ben Az itt összegyűlt nagyszámú nemesség fogadta a külföldről hazatérő Karol Radziwiłł-t : Itt Karol Radziwiłł herceg, Vilnius vajda, Nieśwież ura, Ołycki, a Szent Rend lovagja. Andrzej, a fehér sas és St. Hubert; A külföldről érkezett lengyel szövetségesekkel, a lecsendülő vihar után, amikor visszatért, megtette az első lépést saját birtokán, ahol szinte számtalan herceg, rendi urak, szenátorok, tisztviselők és polgárok fogadták Lengyelország és Litvánia minden részéből. (...). 
A Wiśniowiecki család örökölte ezeket a birtokokat a Stadnicki családtól és a 18. század végén.
A felosztás során a hódítók bezárták a Żmigród-i domonkos kolostort, és elnyomták a papokat II. József császár alatt (ún. jozefini reformok ).
1843-ban a tűz ismét elpusztította Żmigród egy részét, beleértve a templomot is.
1849 júniusában A városban éjszakázott I. Miklós cár, aki azért érkezett ide, hogy meglátogassa az Ivan Paskevics tábornagy parancsnoksága alatt álló 90 000 fős orosz hadtestet, akinek Magyarországra kellett bevonulniuk, az 1848-1849-es szabadságharc leverésére. Miután június 19-én áttekintette a csapatokat Dukla mellett, és Barwinekben a magyar határhoz vitte, a cár visszatért Żmigródba, és onnan Krakkóba ment.
A 19. század közepén a népszerű "Galícia és Lodomeria királyságok Földrajza (...)" a "Żmigród" szócikkben azt állította, hogy lakatosokban, takácsokban és főleg zsidókban gazdag város. 1863 őszén néhány Żmigródi és környékbeli lakos, köztük Michał Siwiński kollégáival, Arteckivel és Kollerrel, valamint Adolf Kłapkowskival (1846–1932, Szibériába száműzve) csatlakozott a felkelő egységhez, létszáma kb. 1000 ember (főleg volt osztrák katonákból), köztük Chruściakiewicz parancsnok. Zygmunt Jordan parancsnoka lett volna. Az önkéntesek a januári felkelésben harcoltak, majd orosz fogságba kerültek. Jan Siwińskit, a harklowai felkelőt és a régóta száműzetésben élő kényszermunkásokat a Nowy Żmigród-i temetőben temették el. Itt temették el Adolf Kłapkowskit is.
1878-ban – a Żmigródi Kerületi Bíróságot leválasztották a Krosno starostyról, és a Jasło starostyhoz rendelték.

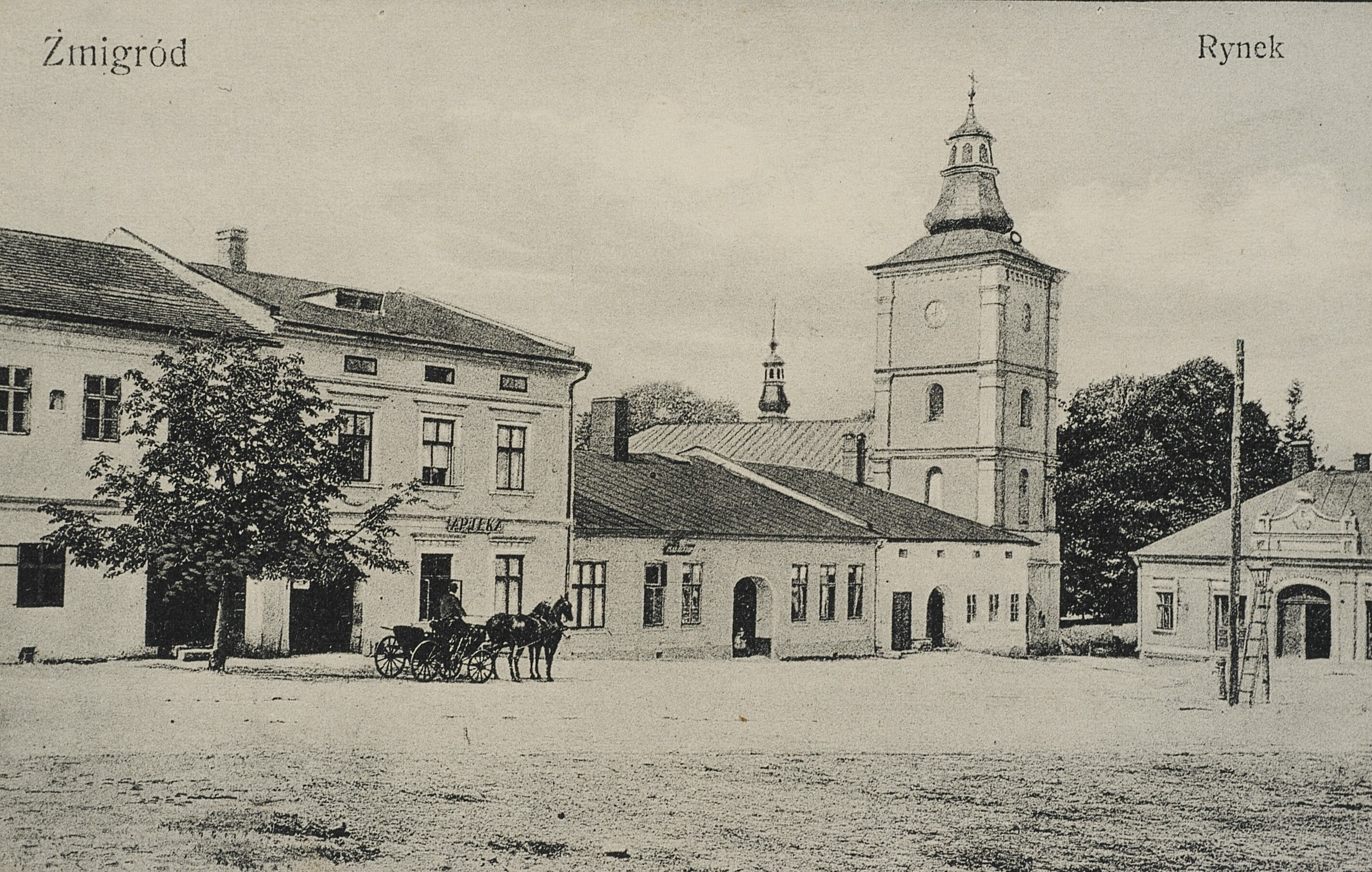
Piactér, 1910 előtt

A 19-20. század fordulóján tífuszjárvány sújtotta a várost. A város egyik tulajdonosa, Potulicki gróf, aki orvos is volt, kijelentette, hogy a járvány terjedésének oka elsősorban a szennyezett víz. Ennek eredményeként már 1904-ben a város megfelelő vízellátást kapott..

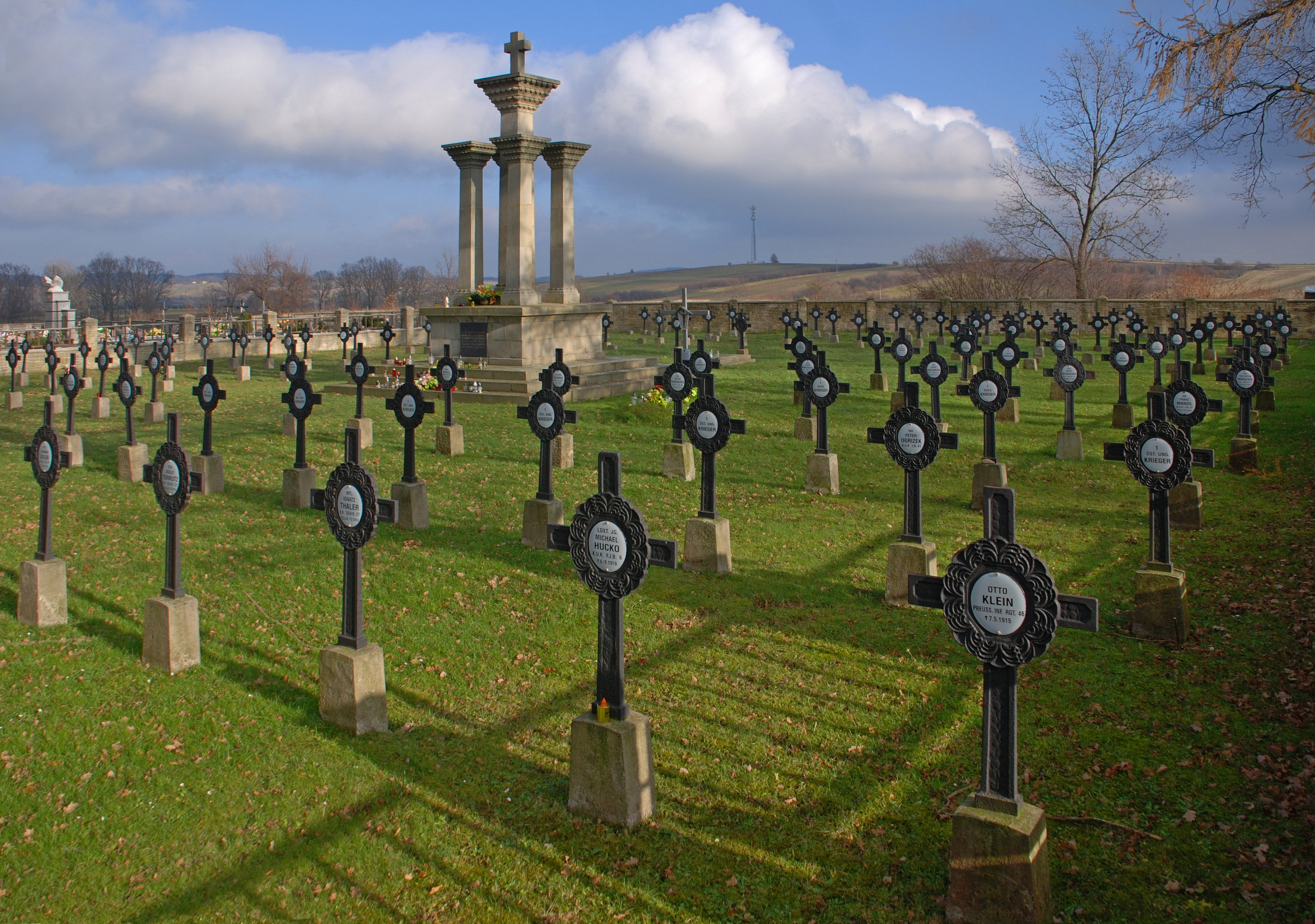
Nowy Żmigród – 8. számú Hadi temető

Itt zajlottak harcok az első világháború idején is. Az I. világháborús temető az önkormányzati temető központjában található – Nowy Żmigród 8. számú Hadi temető .
Żmigród utolsó tulajdonosai Potulicki grófok voltak. A második világháború után kastélyukban egy ideig mezőgazdasági iskola működött. Később a használaton kívüli kastély tönkrement és lebontották. Csak egy park maradt a Gorlice felé vezető út kereszteződésénél.
Az I. Világháború után egy ideig a Lemkó Köztársaság része volt.

### II. világháború Nowy Żmigródban

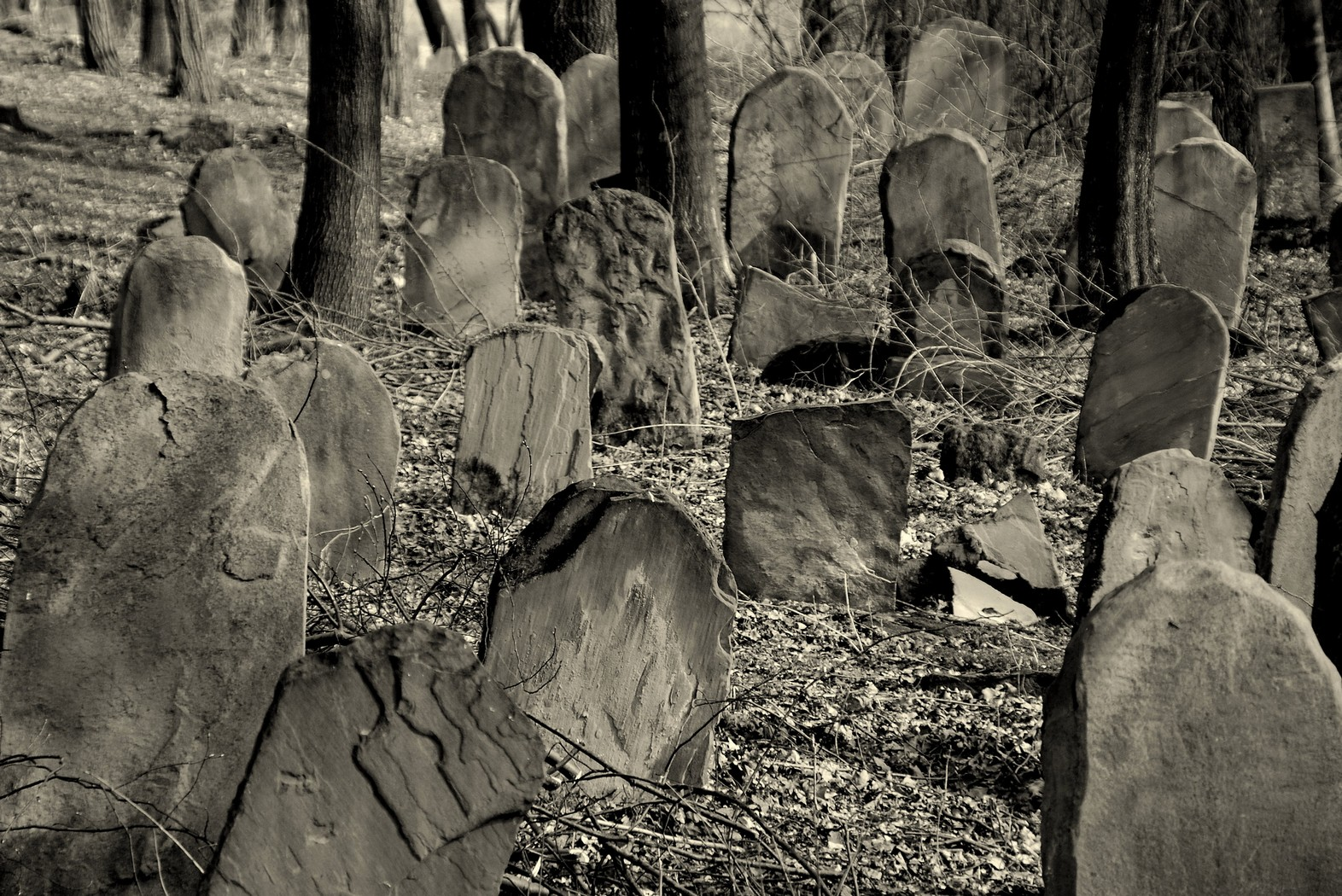
Zsidó temető Nowy Żmigródban

A második világháború és az 1939-es szeptemberi harcok idején a 2. KOP zászlóalj Jerzy Dembowski őrnagy hegyi brigádja a Gorlice-Nowy Żmigród út mentén vonult vissza. Rosszul felfegyverzett, szinte fegyvertelen csapata volt, leginkább civileket evakuált, így súlyos veszteségeket szenvedett. Sok katonát elfogtak, a többiek pedig hosszú harc után északkelet felé haladva 1939. szeptember 8-án hajnalban megérkeztek Jasłóba . Itt működött a Honi Hadsereg – Żmigród, a "Zimorodek" előőrse, parancsnokával, Józef Przybyłowski "Zdzisław" őrmesterrel.
1943. április 25 Wilhelm Schuhmacher Gestapo tiszt 16 rokkant lemkot, romát és zsidót hozott a Nowy Żmigród-i temetőbe, és lelőtte őket. 1943 tavaszán Eugeniusz Morawski "Jur" Walaszek "Szczygło"-val együtt részletes tervet dolgozott ki a Nowy Żmigród-i német támaszpont személyzetének megszüntetésére. A Honi Hadsereg járőrei Antoni Zawadzki "Teresa" vezetésével különféle akciókat szerveztek, többek között:
- likvidálta a krempnai poszt ukrán parancsnokát.
- 1943. április 20.: kivégezték a veszélyes Gestapo besúgót, aki több lengyel haláláért volt felelős Nowy Żmigródban.
- 1943. május 20.: egyik járőrük megállította Franciszek Płonka "Kubacki" által végzett korlátlan szarvasmarha-rekvirálást azzal, hogy megtámadta a gépjárművet, amellyel F. Heinisch és a krosnói vágóhíd vezetője a szarvasmarha-behajtásra ment. A járművet és fegyvereiket elvették.
- A "Vihar" hadművelet részeként Edward Krajewski járőr hadnagy 1944. augusztus 10-ről 11-re virradó éjszaka lerombolta a toki Iwielka feletti közúti hidat és megsemmisített egy tankot .
- 1944. augusztus 17.: egy német egységet megsemmisítettek. Felszerelést és fegyvert elszállítottak egy kocsin.

Hałbówban, a Krempna felé vezető úton, Nowy Żmigródtól délre, a Hałbów buszmegálló és a hegyi hágó közelében található egy temető az erdőben. 1942 júliusában a náci hóhérok meggyilkoltak kb. 1260 lengyel, főleg zsidó származású civilt, akiket Nowy Żmigródból és Łódźból vittek oda. A németek a Nowy Żmigródból származó zsidók egy részét a helyi temetőben gyilkolták meg, a többieket pedig kb. 500 embert deportáltak a płaszówi munkatáborba és a Belzeci megsemmisítőtáborba. Három nappal később egy przeczycai tisztáson a németek lelőttek több zsidót, akiket a Jodłowa gettóból hurcoltak oda.
1944-ben Suski járőrei a Hałby- hegy közelében támadtak a németekre és nagy mennyiségű fegyvert sikerült zsákmányolniuk.
Michał Sałustowicz, Jasło starosta, az 1945. szeptember 15-i jelentésében ezt írta:
Łysa Góra, Makowiska, Nienaszów és Nowy Żmigród csaknem 100%-ban elpusztult, a szántóföldeken pedig mintegy 10 000 katona és polgári holttest van, akik a front áttörése során haltak meg, és a földeket elaknásították. A gazdagon felszerelt templom, a sok műalkotás a legutóbbi háború során megsemmisült, a legértékesebb tárgyakat pedig a nácik vitték el.
1944 után megkezdődött a Honi Hadsereg felszámolása, tagjainak elfogása, akik börtönökbe és táborokba kerültek, vagy Szibériába deportálták őket.

## Zsidó közösség Żmigródban
Az első információ a Żmigród-i zsidóságról 1410-ből származik. A zsidók a város egész területén letelepedhettek.

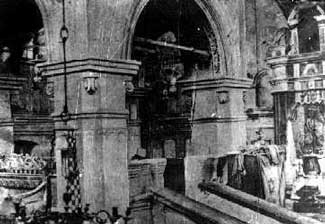
A Żmigródi zsinagógát a náci németek porig égették 1939-ben. Régi képeslap

Száz évvel később már virágzó zsidó közössége volt, amely felülmúlta a környék többi közösségét. A 16. században épült ott egy nagy, kétszintes zsinagóga (a képen). A Żmigród-i zsidó közösség fennhatósága alá tartozott más kehillák, köztük Jasło és Gorlice is. Ez utóbbi közösségeknek a Żmigród temetőbe kellett eltemetniük halottaikat. Végül Gorlice és Jasło felnőtt, és elnyerte függetlenségét Żmigródtól.
A közösség a 16. század végétől a 18. század közepéig virágzott. A zmigródi rabbi posztnak nagy súlya volt a környéken. A közösség egy jesivát tartott fenn, amelynek élén 1680-ban Avrohom rabbi állt. 1692 és 1695 között a közösség (és a jesiva) élén Menachem Mendl rabbi állt. Őt 1698-ban Benyamin Zeev Wolf Rimner rabbi követte. 1721-ben bekövetkezett halálakor a pozíciót Avrohom Shor rabbi kapta, akit 1770-ben Yehoshua Heshl Blumenfeld rabbi követett.
A zmigródi közösség sokat szenvedett a kozák és svéd invázió miatt, és a 17. század második felében pénzt kellett felvennie a túléléshez. 1694-ben a zsidó közösség 125 tallért kölcsönzött a krosnói püspöktől, de 1785-ig nem tudta visszafizetni.
1765-ben körülbelül 1243 zsidó élt a Żmigródot körülvevő falvakban. A város és a környező területek teljes zsidó lakossága 1926 főből állt. A statisztikák szerint 159 zsidó kenyérkereső volt. A zsidóknak 67 háza volt, amelyek nagyon zsúfoltak voltak, és némelyikben akár hat család is lakott. 
A Lengyel–Litván Nemzetközösség 1772-es felosztásakor az 1781-es osztrák jelentés szerint a Żmigród-i zsidóság többsége a legalacsonyabb adósávba került. 1791-ben kaptak parancsot a letelepítésre. A közösség vállalta, hogy 17 családot telepít a földre. Minden családnak 250 forintot kellett kapnia. A terv nem járt sikerrel, 1805-re mindössze négy család telepedett le a földre.
A zsidó közösség a 19. században kezdett pénzügyileg hanyatlásnak indulni. Sok zsidó lakos elkezdte elhagyni a várost, és néhányan Gorlicébe és Jasłóba is költöztek. A zsidó népesség csökkenése a nyolcvanas években és a XX. században folytatódott. Az 1900-as népszámlálás 1240 zsidót számlált a városban. Nagy kivándorlás történt az első világháború idején, amikor a Żmigród-i zsidók közül sokan a tengerentúlra távoztak.
A Żmigródban élő zsidók többsége haszid volt, nagyrészt Sanzer Rov, Chaim Halbershtam rabbi nyomán. Befolyásosak voltak abban, hogy a következő hivatalban lévő Żmigród rabbija Benyamin Zeev, egy Sanzer chosid legyen. 1902-ben halt meg, utódja Mordechai Dovid Unger rabbi, a Sanzer Rov sógora lett. Utóda pedig veje, rabbi, Osher Yeshayahu Rubin, a Sanzer Rov unokája lett, aki később a sanzi Zhmigrider Rebbe lett. 1907-ben a Sanzer Rov másik unokáját, Sinai Halbershtam rabbit nevezték ki Żmigród rabbijává, és 1939-ig szolgálta a közösséget (Szibériában, Oroszországban halt meg). Miután Żmigród 1919-ben elveszítette városi rangját, a zsidó lakosság száma 1939-re 800 főre csökkent. Az Amerikai Zsidó Közös Elosztó Bizottság segítségével 1927-ben létrehozott Gemilat Hessed alap 30 darab, egyenként 3000 zlotis kölcsönt osztott szét, de 1929-ben bezárták. Az amerikában élő egykori Żmigród lakosai fenntartották az alapot.
A második világháború kitörésével sok zsidó a San folyón át a szovjet megszállási övezetbe menekült, de többségük hamarosan hazatért. A keletre indulók egy részét a szovjet NKVD hamarosan összeszedte, és 1940-ben az ország belsejébe deportálták.
Amint a németek elfoglalták Nowy Żmigródot, megjelentek a zsidókat célzó parancsok. A zsidók nem utazhattak, karszalagot kellett viselniük, elvették pénzüket és kényszermunkát kellett végezniük.
1940-ben a környékről sok zsidót szállítottak Nowy Żmigródba. A Judenrat és a J.S.S. (Zsidó Önsegítő) helyi bizottság szállást, ruházatot és orvosi segítséget biztosított az újonnan érkezőknek. A zsidók a közkonyháról kapták az ételeket. 1942 elején gettót hoztak létre Nowy Żmigródban. Rengeteg zsidót költöztettek a közösségbe a közeli falvakból. A zsidó lakosság száma elérte a 2000 főt hihetetlen túlzsúfoltság mellett.
1942. július 7-én az összes zsidó gyülekezési parancsot kapott a téren, majd a német és a kisegítő rendőri egységek körülvették őket. A nőket, gyerekeket, betegeket és időseket elválasztották az épektől. Az utóbbiakat egy asztalhoz irányították, ahol a különböző német cégek képviselői munkavállalási engedélyt adtak ki nekik. Őket aztán a tér egy külön sarkába irányították. A téren pokrócot terítettek, és a zsidók kénytelenek voltak minden értékes vagyonukat letétbe helyezni. A körözés napján a Judenrat vezetőjét, Hersh Eisenberget a németek meggyilkolták azzal az ürüggyel, hogy nem fizette be a kért hozzájárulást. Három másik embert is megöltek, köztük két gyermekét. Több órás várakozás után 1250 zsidót a halbow-i erdőbe vezettek, ahol az előkészített kivégzőgödrökbe ölték meg őket. A körözés túlélői közül néhányat 1942. augusztus 15-én a Krakkó melletti Zasław munkatáborba küldtek. A túlélők egy másik csoportját a płaszówi haláltáborba küldték. A zsidó lakosság utolsó maradványait 1942 nyarának végén a bełżeci haláltáborba küldték.
Itt dolgoztak rabbik a Nowy Sącz-Żmigród dinasztiából:
- Sinai Halberstam rabbi (1870-1941) Omszk közelében halt meg,
- Aryeh Leibish Halberstam "Żmigród második rabbija" 2007-ben halt meg.
- a "harmadik" Antwerpenben működik.

## Régészet
2016 júniusában véletlenül négy liptói típusú bronz kardot találtak, amelyek feltételezhetően Kr.e. 1200 és 1050 közé datálhatók. A kardok gombbal ellátott pajzsokkal végződnek. A fogantyú három jellegzetes szalagszerű vastagítással és harang alakú védőburkolattal rendelkezik .

## Nowy Żmigróddal kapcsolatban álló emberek
- Balassi Bálint (szül. 1554–1594) – a reneszánsz magyar költője. Első lengyelországi tartózkodása idején (1570–1572) Nowy Żmigródban élt.[6].
- Żmigródi Wojciech Bogoria (1274–1316) – a lovagi Bogoria családból származó nemes, Bogorai Piotr és Skotniki Sandomierz vajda fia (1306–1316).

- Walenty Chłędowski (1797–1846) – lengyel író, műfordító, irodalomkritikus, író, részt vett Żmigród áldozatainak megsegítésében az 1843-as tűzvész után.
- Sinai Halberstam (1870-1941) – Haszid rabbi, Nowy Żmigród utolsó rabbija.
- Stefan Fiałkiewicz (1916–1942) – a második világháború alatti lengyel ellenállás résztvevője, az auschwitzi koncentrációs tábor foglya, a nácik lelőtték.
- Władysław Findysz (1907–1964) lengyel katolikus pap, a hit vértanúja. 2005. június 19-én avatták boldoggá.
- Roman Gabryszewski (1832 vagy 1833 – 1897) – Krosno és Jasło sztaroste, Żmigród város díszpolgára.
- Jan Karnkowski (1472–1537) – Przemyśl és Kujawy püspöke, I. Zsigmond király titkára.
- Maria Kołsut (1896–1981) – az Eleusis szervezet tagja, tanára, a grabówkai Általános Iskola mecénása.
- Adam Kopyciński (1849–1914) – katolikus pap, professzor, a tarnówi teológiai szeminárium oktatója, teológus, homiletta, többszörös országgyűlési képviselő, Żmigród város díszpolgára.
- Władysław Kopyciński (1893–1920) – az Eleusis tagja, cserkész, a Lengyel Légiók katonája, a „Cselekedetek és álmok. A légiós naplója" (Czyny i marzenia. Pamiętnik Legionisty) szerzője.
- Władysław Leon Mech (1894–1973) – orvos, a podhalei Népi Nemzeti Szövetség elnöke, Bereza Kartuska foglya.
- Edward Nowak (1940) – lengyel római katolikus püspök, a teológiai tudományok doktora, a Római Kúria tisztviselője, ad personam érsek, a Szenttéavatási Ügyek Kongregációjának titkára 1990–2007 között.
- Julian Jan Radoniewicz (1895–1940) – a lengyel hadsereg gyalogos kapitánya és az Állami Rendőrség felügyelője, a katyni mészárlás áldozata.
- Karol Stanisław Radziwiłł "Kochanku" (1734–1790) – Vilniusi vajda, lvivi starosta, nagy litván kardforgató, Litvánia pohárnoka, Nieśwież ura, Żmigród tulajdonosa (1777-ben tartózkodott itt) .
- Jan Siwiński (1845–1924) – Januári felkelés tagja, száműzött, kényszermunkás, a "Katorżnik, avagy egy szibériai naplója" (Krakkó, 1905) című könyv szerzője. (Katorżnik, czyli pamiętnik Sybiraka)
- Andrzej Stadnicki (?–1551) – Przemyśl kamarása, Sanok várnagya, amelyet később fia, Mikołaj vett át.
- Antoni Stadnicki (1771–1836) – földbirtokos, bibliofil, történész.
- Franciszek Stadnicki (1742–1810) – a Fehér Sas- és Szent-rend lengyel lovagja. Stanisława, Bar konföderáció; Ostrzeszów Starosta.
- Mikołaj Stadnicki Żmigródbólm (kb. 1446–1490) – Przemyśl kasztellánja, Belski vajda.
- Stanisław Diabeł Stadnicki Szreniawa címeres (kb. 1551–1610) – Zygwul starosta, Jan Zamoyski ellenfele, 1606–1607-ben a Zebrzydowskie-lázadás egyik vezetője

## Sportklubok
- "Wisłoka" Nowy Żmigród Sports Club – egy 1950-ben alapított futballklub . A 2014/2015-ös szezonban a csapat az A osztályban, a KrosnoII csoportban játszik
- Városi Népi Sportklub "Beskid" Nowy Żmigród – 1997 óta működő asztalitenisz szakosztály

## Testvérvárosok
- Putnok (Magyarország)
- Tiszolc (Szlovákia)

## Turisztikai látványosságok
- plébánia temetője
- haditemető 8. sz. – Nowy Żmigród
- zsidó temető
- kápolnák a 18-19
- temetői kápolna Szent Szentháromság
- Plébániatemplom a Szt. Szent Szent Péter és Pál – Boldogok szentélye pap Władysław Findysz
- Żmigród-föld Dokumentációs és Történeti Központja
- vásártér és bérházak a 18. és 19. századból.
- Alte Szil zsinagóga

## Túraútvonalak
Zöld turistaút Folusz – Mrukowa – Nowy Żmigród – Grzywacka Góra (567 m tengerszint feletti magasság) – Kąty

## Nowy Żmigród a festészetben
- Stanisław Dębicki – „Żmigródi táj” (Krajobraz ze Żmigrodu)
- Stanisław Czajkowski – „Ősz Żmigródban” (Jesień w Żmigrodzie)

## Külső hivatkozások
- Żmigród (1) (lengyelül) A Lengyel Királyság és egyéb szláv országok földrajzi szótárában, tom XIV (Worowo — Żyżyn) 1895

- Cmentarz żydowski w Nowym Żmigrodzie
- Gazeta Samorządowa "Region Żmigrodzki" Archiválva 2020. augusztus 5-i dátummal a Wayback Machine-ben

## Megjegyzés
Az oldal a lengyel Wikippédia Nowy Żmigród szócikke és az angol nyelvű Wikipédia Nowy Zmigrod szócikke alapján készült.